# Povero Cristo
Povero Cristo è un film italiano del 1975 diretto da Pier Carpi.

## Trama
Cento milioni in cambio delle prove dell'esistenza di Dio: un'inchiesta tra la gente non gli consente di trovarle, ma il protagonista troverà Gesù Cristo in se stesso e otterrà lo stesso il compenso.